# Гута-Каменская
Гута-Каменская (укр. Гута-Камінська) — село в Камень-Каширской городской общине Камень-Каширского района Волынской области Украины.
Население по переписи 2001 года составляет 535 человек. Почтовый индекс — 44551. Телефонный код — 3357. Занимает площадь 1,313 км².